# 리그 (단위)

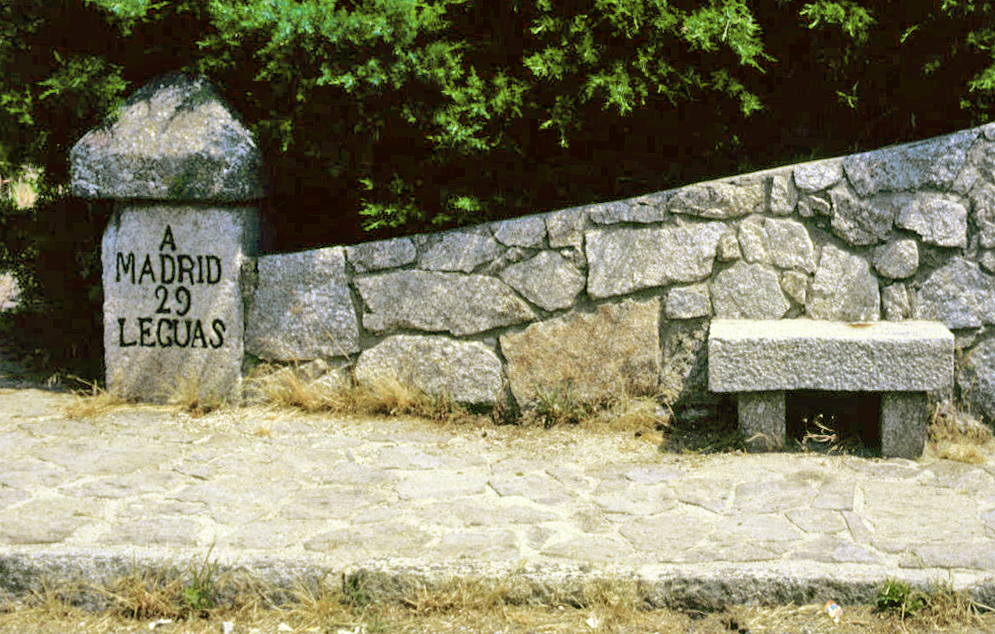

리그(league)는 야드파운드법에서 3 마일을 뜻한다.

## 기타
- 쥘 베른의 과학 소설 해저 2만리는 한국의 전통 단위인 '리' 가 아니라, 2만 리그이다.

## 같이 보기
- 걷기